# Laver Cup 2021
Navigation
Édition précédente Édition suivante
La Laver Cup 2021 est la quatrième  édition de la Laver Cup, compétition de tennis masculine qui oppose deux équipes de 6 joueurs. Elle se déroule du 24 au 26 septembre 2021, au TD Garden de Boston, Massachusetts (USA). Björn Borg et John McEnroe sont les capitaines pour la quatrième fois, respectivement pour l'Europe et pour le reste du monde.

## Faits marquants
La Laver Cup devait initialement se dérouler du 25 au 27 septembre 2020. Le tournoi de Roland-Garros ayant été déplacé du 27 septembre au 11 octobre en raison de la pandémie de Covid-19, les organisateurs annoncent le 17 avril que l'édition 2020 n'aura pas lieu et qu'elle est reportée en 2021 du 24 au 26 septembre 2021.
L'équipe européenne s'impose facilement dès le 9e match sur le score de 14-1.

## Participants
| Équipe Europe Capitaine : Björn Borg | Équipe Europe Capitaine : Björn Borg | Équipe Monde Capitaine : John McEnroe | Équipe Monde Capitaine : John McEnroe |
| Joueur                               | Rang ATP                             | Joueur                                | Rang ATP                              |
| ------------------------------------ | ------------------------------------ | ------------------------------------- | ------------------------------------- |
| Daniil Medvedev                      | no 2                                 | Félix Auger-Aliassime                 | no 11                                 |
| Stéfanos Tsitsipás                   | no 3                                 | Denis Shapovalov                      | no 12                                 |
| Alexander Zverev                     | no 4                                 | Diego Schwartzman                     | no 15                                 |
| Andrey Rublev                        | no 5                                 | Reilly Opelka                         | no 19                                 |
| Matteo Berrettini                    | no 7                                 | John Isner                            | no 22                                 |
| Casper Ruud                          | no 10                                | Nick Kyrgios                          | no 95                                 |
| Feliciano López (remplaçant)         | no 110                               | Jack Sock (remplaçant)                | no 164                                |

## Résultats
| Date              | Discipline | Europe                             | Score              | Monde                          | Points |
| ----------------- | ---------- | ---------------------------------- | ------------------ | ------------------------------ | ------ |
| 24 septembre 2021 | Simple     | Casper Ruud                        | 6-3, 7-64          | Reilly Opelka                  | 1-0    |
| 24 septembre 2021 | Simple     | Matteo Berrettini                  | 63-7, 7-5, [10-8]  | Félix Auger-Aliassime          | 2-0    |
| 24 septembre 2021 | Simple     | Andrey Rublev                      | 4-6, 6-3, [11-9]   | Diego Schwartzman              | 3-0    |
| 24 septembre 2021 | Double     | Matteo Berrettini Alexander Zverev | 6-4, 62-7, [1-10]  | John Isner Denis Shapovalov    | 3-1    |
| 25 septembre 2021 | Simple     | Stéfanos Tsitsipás                 | 6-3, 6-4           | Nick Kyrgios                   | 5-1    |
| 25 septembre 2021 | Simple     | Alexander Zverev                   | 7-65, 66-7, [10-5] | John Isner                     | 7-1    |
| 25 septembre 2021 | Simple     | Daniil Medvedev                    | 6-4, 6-0           | Denis Shapovalov               | 9-1    |
| 25 septembre 2021 | Double     | Andrey Rublev Stéfanos Tsitsipás   | 68-7, 6-3, [10-4]  | John Isner Nick Kyrgios        | 11-1   |
| 26 septembre 2021 | Double     | Andrey Rublev Alexander Zverev     | 6-2, 64-7, [10-3]  | Reilly Opelka Denis Shapovalov | 14-1   |
| 26 septembre 2021 | Simple     | Alexander Zverev                   | N/A                | Félix Auger-Aliassime          | N/A    |
| 26 septembre 2021 | Simple     | Daniil Medvedev                    | N/A                | Diego Schwartzman              | N/A    |
| 26 septembre 2021 | Simple     | Stéfanos Tsitsipás                 | N/A                | John Isner                     | N/A    |